# Live Evil
Live Evil je první "oficiální" koncertní album skupiny Black Sabbath. Jde o záznam z koncertů v Seattlu, San Antoniu a v Dallasu. Jsou tu i skladby z Ozzyho éry, ale všechny jsou nazpívány Diem a odbubnovány Vinny Appicem.
K oblíbeným částem patří skladba Heaven & Hell při které Dio předvedl jak lze využít svého úžasného hlasu. Po poslechu tohoto živáku mnoho Diových odpůrců změnilo názor. Další skvěle odehraná skladba byla War Pigs a to hlavně díky impozantnímu víc než dvouminutovému bicímu sólu Viny Appice na závěr.
Z tohoto samého turné bylo nahráno CD Live at Hammersmith Odeon.

## Seznam skladeb
1. "E5150" (Ronnie James Dio, Tony Iommi, Geezer Butler) – 2:21
2. "Neon Knights" (Dio, Iommi, Butler, Bill Ward) – 4:36
3. "N.I.B." (Ozzy Osbourne, Iommi, Butler, Ward) – 5:09
4. "Children of the Sea" (Dio, Iommi, Butler, Ward) – 6:08
5. "Voodoo" (Dio, Butler, Iommi) – 6:07 (End of vinyl S1)
6. "Black Sabbath" (Osbourne, Iommi, Butler, Ward) – 8:39
7. "War Pigs" (Osbourne, Iommi, Butler, Ward) – 9:19
8. "Iron Man" (Osbourne, Iommi, Butler, Ward) – 7:29 (End of vinyl S2)
9. "The Mob Rules" (Dio, Iommi, Butler, Ward) – 4:10
10. "Heaven and Hell" (Dio, Iommi, Butler, Ward) – 12:04 (End of vinyl S3)
11. "Sign of the Southern Cross/Heaven and Hell (Continued)" (Dio, Butler, Iommi/Dio, Iommi, Butler, Ward) – 7:15
12. "Paranoid" (Osbourne, Iommi, Butler, Ward) – 3:46
13. "Children of the Grave" (Osbourne, Iommi, Butler, Ward) – 5:25
14. "Fluff" (Iommi) – 0:59

## Sestava
- Ronnie James Dio - zpěv
- Tony Iommi - kytara
- Geezer Butler - baskytara
- Vinny Appice - bicí
- Geoff Nicholls – klávesy